# Günther Albin Säuberlich
Günther Albin Säuberlich (* 20. Juli 1864 in Kleinliebringen; † 6. Juli 1946 in Leipzig) war evangelisch-lutherischer Missionar in Afrika.

## Leben und Wirken
Günther Albin Säuberlich wurde als zweites von fünf Kindern des Kantors Gustav Traugott Säuberlich und seiner Ehegattin, Franziska Theodore Henriethe, geb. Kirst, in Kleinliebringen am 20. Juli 1864 geboren.

### Schulausbildung
Säuberlich wurde 1870 mit seinem Freund, dem Bauernsohn Berthold Heyder, in die einklassige Volksschule mit 30 bis 40 Kindern, in der der Vater Lehrer war, in Kleinliebringen eingeschult. Ostern 1877 kam er nach Rudolstadt in die Realschule, die er bis 1880 besuchte. Danach lebte er bis 1883 in der elterlichen Wohnung und unterstützte seinen Vater in der Dorfschule. In dieser Zeit vertiefte er das Klavier- und Geigenspielen in Stadtilm. 1881 bestand er in Rudolstadt ein Examen zum Schulaspiranten.

### Berufliche Ausbildung
1883 wurde Günther Säuberlich von der Schulbehörde in Rudolstadt nach Fürsprache des Lehrers in Großliebringen als Hilfslehrer nach Weisbach bei Leutershausen berufen. Im Brief vom 15. Oktober 1883 informierte er seinen Freund, dass tiefgreifende Veränderungen bevorstünden. Ab Ostern 1885 befand er sich im Missionshaus der ev. luth. Kirche in Neuendettelsau bei Nürnberg. Drei Jahre studierte er hier.

### Als Missionar in Afrika
Das Ziel war, in Afrika jungen Männern die Lehre des deutschen Luthertums beizubringen. Er bestand das Examen und erhielt am 2. August 1888 die Ordination in Hersbruck und Reichenschwand. Danach ging die Reise nach Ostafrika. Am 9. September 1888 erreichte er die Missionsstation Jumba. Drei in Neuendettelsau ausgebildete Missionare waren ab dieser Zeit in der Region tätig. Sie mussten die in der Region üblichen Sprachen lernen, um sich verständigen zu können. Erst dann begann die Arbeit nach dem Evangelium, berichtete er seinem Freund in Kleinliebringen. Der Verzicht auf Gewohnheiten aus der Heimat war notwendig, um nach den Lebensbedingungen der einheimischen Bevölkerung zu arbeiten. Im Januar 1891 bereitete er sich mit dem Missionar Christoph Niedermeyer auf eine Karawane in das Zentrum des Wakambalandes vor. Im Februar 1891 gründeten sie bei Ikutha eine weitere Missionarsstation. Der Weg von Jumba nach Ikutha dauerte 20 Tagesreisen. Alle in dieser Gegend mögliche Hindernisse der Natur hatten sie zu überwinden. Inmitten der dichtesten Finsternis des Heidentums bauten die beiden Missionare ein Steinhaus als Missionsgebäude. Trotzdem wollten die Wakamba das Gotteswort nicht. Mit der ärztlichen Kenntnis Säuberlichs erschlossen sie die Einheimischen und mit dem ausgeübten Schutz gegenüber dem Stamm der Massai. Säuberlich verblieb bis zum Frühjahr 1896. Er gründete eine Schule. 1893 kamen neun Knaben im Alter zwischen 6 und 15 Jahren zum Unterricht. Im August 1896 verließ Säuberlich Ostafrika und fuhr in dem Urlaub nach Hause. Ein junger Wakambajüngling, Häuptlingssohn Bario, war mitgefahren. Das war ein großes Erlebnis für die Bewohner der Deuberegion. Am 8. Juni 1897 heiratete Säuberlich in der Kirche zu Thälendorf Elisa Mohr aus Schwarza bei Rudolstadt. Mit seiner Frau reiste er im Oktober 1897 zurück.
Von 1897 bis Februar 1898 arbeitete er in Mbungu, dann bis Mai 1899 in Ikutha. In Ikutha brachte seine Frau am 29. Mai 1898 den Sohn Ernst Paul zur Welt. Er starb am 29. Juni 1899. Am 16. Mai 1899 gingen die Missionare G. Säuberlich und Fickert mit 200 Trägern von Ikutha auf eine Reise in das Landesinnere, um eine Station in Mulango zu gründen. Am 1. November war sie bezugsfertig. Es entstanden mehrere Gebäude und eine Zisterne. Das Problem war die Ernährung in diesem Gebiet, weil es eine Missernte gegeben hatte. Die Bevölkerung der Umgegend und Karawanen lebten von den Nahrungsmitteln der Missionare. Am 15. März 1900 erkrankte Fickert an Schwarzwasserfieber. Säuberlich wurde daraufhin an den Kilimandscharo versetzt. Nun war er mit seiner Frau allein im Außenposten. Es kam aber ein junger Missionar dazu. Im Mai 1905 hatte er Heimaturlaub. Ab Dezember 1906 waren die Säuberlichs wieder in Mulango. Erst nach sechs Jahren war wieder Urlaub. Durch den Ausbruch des Ersten Weltkriegs war eine Wiedereinfuhr in eine britische Kolonie nicht mehr möglich.

### Wieder in Deutschland
Während des Weltkrieges machte er Aushilfsdienst in Zwötzen, später in einem Krüppelheim Alteneichen in Stellingen bei Altona. 1917 übernahm er die Leitung des Missionsverlages in Leipzig. Bis zu seiner Pensionierung am 1. Juli 1934 war Säuberlich im Sekretariat des Leipziger Missionswerkes tätig.